# 盧世登
盧世登，山西平陽府曲沃县北關厢人。明朝政治人物、進士出身。

## 生平
萬曆十六年（1588年）戊子科舉人，十七年（1589年）己丑科進士，歴官夏邑县、滑縣知县。